# Wilsberg: Falsches Spiel
Falsches Spiel ist die siebzehnte Folge der Fernsehfilmreihe Wilsberg. Der Film basiert auf der Wilsberg-Figur von Jürgen Kehrer. Die Erstausstrahlung erfolgte am 25. März 2006 im ZDF. Regie führte Peter F. Bringmann, das Drehbuch schrieb Thorsten Näter unter Mitarbeit von Stefan Rogall.

## Handlung
Privatdetektiv Georg Wilsberg gerät in ziemliche Schwierigkeiten, als er ein junges Mädchen auf seinem Fahrrad anfährt. Er ahnt nicht, dass der Unfall von Franziska provoziert wurde, damit sie auf diese Weise Wilsberg dazu bringen kann, sie bei der Suche nach ihrem Baby zu unterstützen, das sie auf Drängen ihrer Eltern zur Adoption freigeben musste. Doch kaum hat er die Adoptiveltern ermittelt, lässt Franziska das Kind von ihrem Freund Sven und seinem Bruder entführen. Sie wissen nicht, dass das Baby eine Laktoseunverträglichkeit besitzt und auf keinen Fall normale Milch bekommen darf. Außerdem nutzt Svens krimineller Bruder die Aktion, um auch noch Geld von den Adoptiveltern zu erpressen. Die erste Geldübergabe schlägt fehl und heizt die Stimmung der Entführer auf. Als auch noch das Baby aufgrund seiner Krankheiten zu schreien beginnt und nicht zu beruhigen ist, droht ihr Versteck aufzufliegen. 
Es kommt zu einer zweiten Geldübergabe, die von Wilsberg durchgeführt wird. Obwohl er sich fast den Anweisungen entsprechend verhält, wird er niedergeschlagen und wacht neben dem toten Entführer auf. Das Geld ist nicht mehr da und als Sven erscheint, hält er Wilsberg für den Mörder an seinem Bruder und nimmt ihn kurzerhand mit in sein Versteck. Der spurlos verschwundene Detektiv ist nun für die Polizei verdächtig, das Geld unterschlagen und Mathias Siegert umgebracht zu haben. Wilsberg lässt inzwischen heimlich Ekki und Alex eine Botschaft zukommen, sodass sie ihn finden können. Franziska und Sven kann er davon überzeugen, aufzugeben und mit dem Baby ins Krankenhaus zu fahren. Im Gespräch erfährt er, dass sie viel weniger Geld gefordert hatten, als bei der zweiten Geldübergabe im Koffer war. Das führt Wilsberg zum wahren Täter.
Die Adoptiveltern Suzanne und Gunnar Weltenbrink hatten das Baby zu sich genommen, weil sie hofften, damit auch ihre Ehe zu retten. Doch neben den privaten Problemen hatte Weltenbrink die Firma seiner Frau fast ruiniert und hoffte, durch die Entführung seine Finanzen zu sanieren. Er schlug Wilsberg nieder, erschoss den Entführer und nahm das Geld an sich. Da er sich bereits auf der Flucht befindet, verfolgen ihn Wilsberg und Ekki auf seinem Weg nach Amsterdam und können ihn stellen.
Suzanne Weltenbrink ist zutiefst enttäuscht, dass ihr Mann sie um ihre letzten Ersparnisse bringen wollte und das Leben des Babys auf Spiel gesetzt hatte. So hat sie sich entschlossen, Franziska Upholt zu sich zu nehmen und sie als Haushaltshilfe in der Nähe ihrer Tochter zu beschäftigen.

## Hintergrund
Falsches Spiel erschien zusammen mit der Folge Tod auf Rezept von Polarfilm auf DVD.
Der Running Gag „Bielefeld“ kommt ganz am Anfang vor. Franziska gibt vor, sie wäre mit dem Fahrrad auf dem Weg zum Bahnhof gewesen, um nach Bielefeld zurückzufahren.

## Kritik
Tilmann P. Gangloff meint bei tittelbach.tv anerkennend: „Neben dem guten Plot von Thorsten Näter lebt die von Peter F. Bringmann ungewöhnlich zupackend inszenierte und gut besetzte ‚Wilsberg‘-Episode ‚Falsches Spiel‘ von der Atmosphäre mit ihren amüsanten Details und den frotzelnden Dialogen.“
TV Spielfilm bemängelte „eine hanebüchene Story, die am echten Leben voll vorbeischrammt“. Das Fazit hieß: „Falsches Spiel – und auch der falsche Film“.